# Vidéo Club (pièce de théâtre)
Pour Vidéo Club, voir Vidéo Club (homonymie).
Vidéo Club est une pièce de théâtre de Sébastien Thiéry créée en 2023 au théâtre Antoine.

## Synopsis
Jean-Marc et Justine sont un couple de cinquantenaires, marié depuis 25 ans. Alors qu'une nouvelle dispute commence entre eux pour une remarque non assumée, ils reçoivent un premier mail anonyme révélant la présence d'une webcam qui les espionne depuis des mois. Chaque vidéo envoyée par mail révèle leurs mesquineries, met en lumière leur mauvaise foi et leurs mensonges.

## Distribution (2023-2024)
- Yvan Attal : Jean-Marc
- Noémie Lvovsky : Justine

## Accueil
Sandrine Blanchard pour Le Monde estime la pièce d'« une redoutable efficacité ». Le Masque voit dans la pèce un « un très grand moment de théâtre ».